# Прощальний лист американському народу

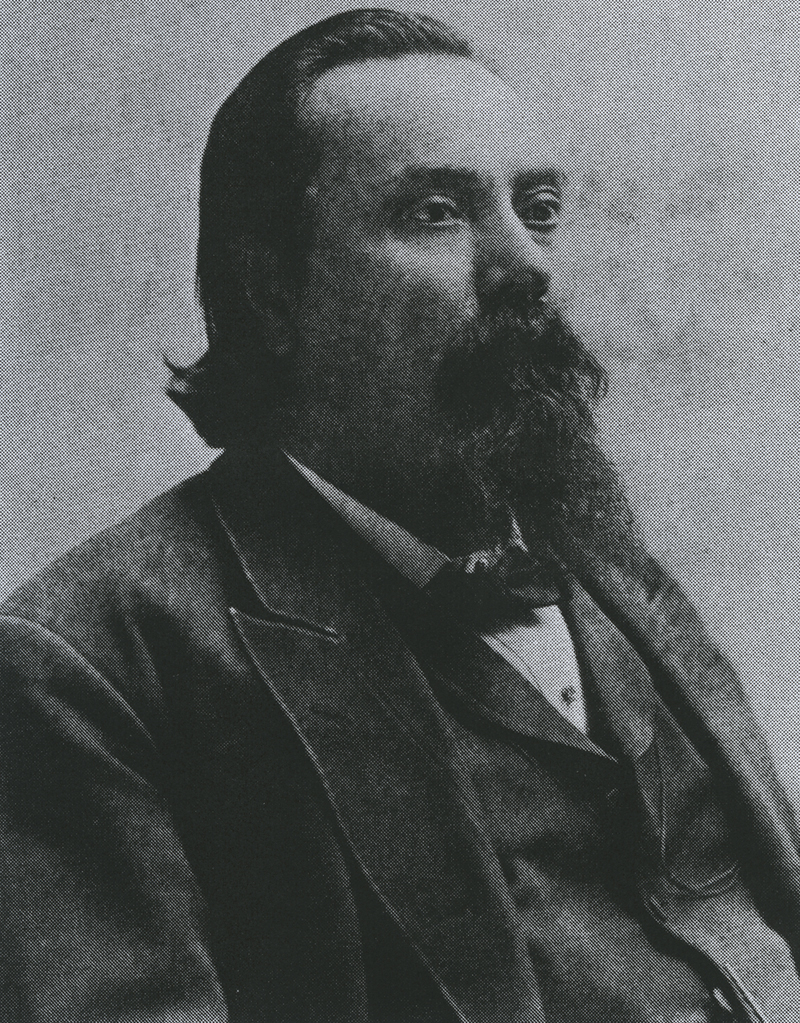
Джордж В. Гаркінс(1810—1890). Політик і вождь племені чокто.

Прощальний лист американському народу — широко опублікований в американській пресі 1832 року лист майбутнього вождя індіанців чокто Джорджа Гаркінса. У листі засуджувалося нав'язане урядом США переселення індіанців чокто з рідних земель на територію нинішнього штату Оклахома. Лист донині вважається одним з найважливіших документів в історії американських індіанців.

## Передумови

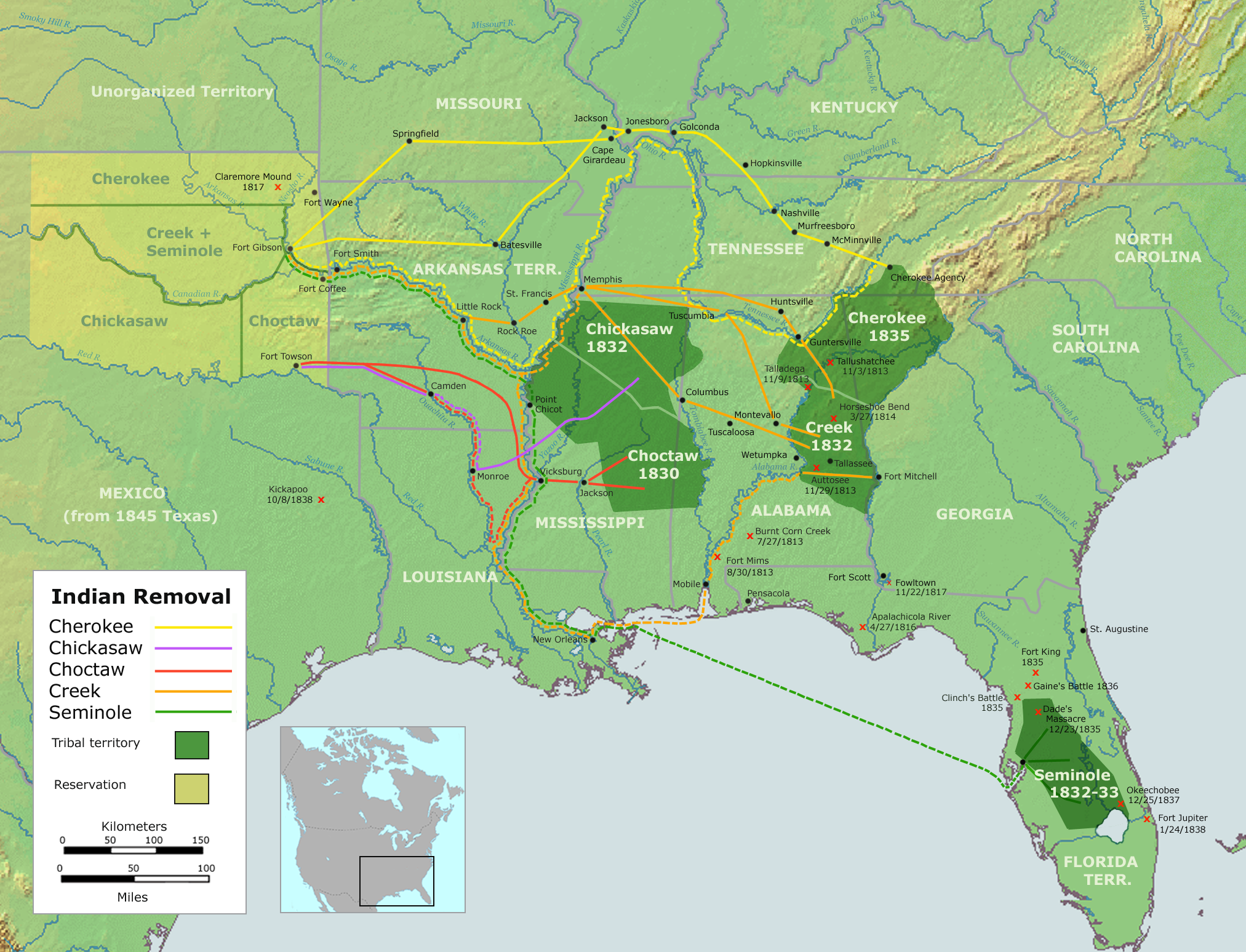
Маршрути переселення індіанців п'яти цивілізованих племен на Індіанську територію − Дорога сліз.

До початку XIX століття уряд США і, зокрема, президенти Джордж Вашингтон і згодом Томас Джеферсон проводили політику залучення індіанців п'яти цивілізованих племен, зокрема й чокто, до європейської культури на територіях, відведених їм, як суверенним націям. Індіанці цих племен прийняли християнство, освоїли фермерське землеробство і навіть передові форми американського землеробства з використанням чорних рабів. Однак зі зростанням білого населення широкі й родючі індіанські землі стали предметом жадання білих поселенців. Уряди штатів перестали визнавати племінні права індіанців на територію, білі поселенці безкарно захоплювали ці землі, і уряд США почав послідовно в «договірному» порядку анексувати індіанські території. З приходом до влади президента Джексона прийнято радикальне рішення про переселення всіх індіанців, які бажали зберегти племінне самоврядування, зі сходу США на Індіанську територію в районі сучасного штату Оклахома. Переселення відбувалося згідно з Законом про переселення, прийнятим 1830 року, який зовні виглядав «цивілізовано» і припускав федеральне фінансування, але в реальності призвів до загибелі великої кількості індіанців сходу США. Хоча переселення чокто відбувалося в «добровільному» порядку і як приклад для інших, Дорога сліз, інфекційні хвороби та труднощі адаптації на новому місці також призвели до значних людських втрат. Не всі індіанці чокто переселилися. Кілька тисяч вирішили залишитися під юрисдикцією влади білих, але на них чекали не менші випробування.

## Лист
У листі, який Гаркінс написав у віці 22 років, він роз'яснив мотиви чокто, які не дозволили їм залишитися в рідних місцях під владою білих і засудив репресивну і віроломну політику американців щодо індіанців. Зокрема, він писав:
 

## Наслідки
Лист Гаркінса, опублікований в американській пресі, викликав певний резонанс, але ніяк не змінив ставлення білих поселенців до індіанців. Згодом американські публіцисти протестували проти насильницької депортації індіанців черокі, в ході якої загинуло близько 20 % індіанців племені. Але жодного впливу на політику американського уряду ці протести також не мали.
Припущення Гаркінса про те, що індіанців, які залишилися під владою білих, чекають дискримінація і переслідування, повністю виправдалися. 1849 року вони описували ситуацію так: «наші оселі руйнують і палять, наші огорожі зносять, на наші поля виганяють худобу, а самих нас б'ють батогами, заковують руки та ноги в кайдани і всіляко ображають, від такого поводження наші найкращі чоловіки померли». Расизм стосовно індіанців Міссісіпі перевершував расизм стосовно негрів. Видавлювання чокто з Міссісіпі тривало до початку XX століття.
Однак надія Гаркінса «розпрощатися» з американським народом виявилася марною. Внаслідок демографічного тиску білих і асиміляційної політики уряду США Індіанську територію та Територію Оклахома (слово «Оклахома» мовою чокто означає «Червоні люди») ліквідовано і після злиття перетворено на звичайний американський штат Оклахома з територіями «племінної юрисдикції».
2011 року «нація чокто Оклахоми» налічувала 223279 зареєстрованих членів, з яких тільки 84670 жили в штаті Оклахома. На території племінної юрисдикції чокто (28140 км2) проживали 233126 громадян, більшість з яких не чокто. 1934 року прийнято закон про реорганізацію індіанців, який відновлював деякі права корінного населення, і 1945 року чокто зуміли відновити невелику резервацію на своїй історичній батьківщині в штаті Міссісіпі.